# Toivo Wiherheimo
Toivo Antero Wiherheimo (né Grönhag le 13 juillet 1898 à Helsinki et mort le 5 mars 1970 à Helsinki) est un homme politique finlandais,,. 

## Carrière politique
Toivo Wiherheimo est député Kok de la circonscription du Häme du 22 juillet 1948 au 4 avril 1966,.
Toivo Wiherheimo est ministre de la Défense et vice-ministre du Commerce et de l'Industrie du gouvernement Fagerholm III (29.08.1958–12.01.1959).
Il est aussi ministre du Commerce et de l'Industrie des gouvernements Tuomioja (17.11.1953–04.05.1954), Karjalainen I (13.04.1962–17.12.1963) et Virolainen (12.09.1964–26.05.1966),.